# 横山賀一
横山 賀一（よこやま よしかず、1966年12月28日 - ）は、日本の元騎手・元調教助手・現競馬学校教官。
茨城県出身（東京都府中市生まれ）。
父は元騎手の横山富雄、弟は現騎手の横山典弘、伯父は元調教師の奥平真治という競馬一族である。
また、元騎手・現調教師の菊沢隆徳は義弟、現騎手で典弘の長男の横山和生と三男の横山武史は甥。
JRAの騎手では数少ない高校卒業者である。

## 来歴
富雄の長男として誕生し、府中市立府中第八小学校に在籍していた頃は後にタレントや一口馬主会社社長となった見栄晴と同級生であり、よく遊んでいた。競馬学校に中学卒業時、高校在学中、高校卒業時の3回受験したが、身長と体重がネックとなり、いずれも不合格。
土浦日本大学高等学校卒業後に、騎手への道を諦めずにニュージーランドに渡ると、1987年に見習騎手となり、1989年にはニュージーランドの騎手免許を取得。ニュージーランド競馬界屈指の調教師であるデイヴ・オサリバン厩舎に入り、ホーリックスの調教も担当していた。現地では通算476戦37勝の成績を挙げ、1991年11月に帰国して受けたJRAの騎手免許臨時試験に合格し、JRA騎手免許を取得。JRAの騎手としては初めて外国騎手免許所持者として、馬事公苑・競馬学校を経ずにJRAの騎手試験に合格した史上初の人物でもあり、合格時には競馬マスコミで話題を呼んだ。また、JRAのいわゆる「競馬学校世代」の騎手としては初めての高等学校卒業者でもあった。2019年に藤井勘一郎が合格するまで、唯一の「逆輸入ジョッキー」でもあった。
1992年3月1日に伯父・奥平真治厩舎からデビューし、同日の中山第2競走4歳未勝利・モーニングシャワー（11頭中6着）でJRA初騎乗を果たすと、第4競走4歳新馬で1番人気であった大久保洋吉厩舎のメジロダイセンに騎乗しJRA初勝利を挙げる。11月22日の東京第3競走3歳新馬を関西馬エスジーフラットで逃げ切って2勝目、同29日の東京第6競走4歳以上500万下では16頭中11番人気のメジロタロウで逃げ切って馬連万馬券を演出。12月27日の中山第10競走4歳以上500万下では初勝利時の騎乗馬メジロダイセンで4勝目を挙げるが、この競走は有馬記念当日に行われた同年の最終レースであった。初年度は4勝をマークするが、4勝中3勝は大久保厩舎のメジロ馬で挙げた。
2年目の1993年には初の2桁となる11勝をマークし、同年から2003年まで11年連続2桁勝利を記録。1993年は2月27日の東京で初の1日2勝を挙げ、函館3歳ステークスではマリーゴッドで先行から押し切って、後の三冠馬ナリタブライアンや新馬勝ちしたばかりのボディーガードを抑えてJRA重賞初勝利を挙げた。11月7日の東京第10競走河口湖特別では12頭中11番人気のスズカジュピターで逃げ切るが、2着同着で馬連2通りが共に万馬券となった。
3年目の1993年も11勝をマークし、11勝中5勝が秋の福島、4勝が夏の札幌で挙げたものであった。6月25日の札幌では自身2度目の特別勝ちを含む1日2勝、翌26日には初の2日連続勝利を記録し、11月6日の福島第2競走4歳未勝利では12頭中11番人気のケンタミサイルで逃げ切って単勝万馬券の波乱を呼んだ。1994年には初の20勝台となる24勝をマークし、冬の小倉では2月4日・翌5日、同11日・翌12日と2度の2日連続勝利、19日には1日2勝など計6勝を挙げた。4月1日の中山第2競走4歳未出走では15頭中14番人気のパステルグレイで単勝万馬券を演出し、夏の北海道シリーズでは7月の札幌4勝、8月の函館6勝の計10勝と活躍。
1996年には自己最多の27勝をマークしたが、札幌3歳ステークスではセイリューオーに騎乗して重賞2勝目を挙げ、2着には典弘のシンコウエトワールが入って兄弟ワンツーとなった。9月22日の函館第10競走すずらん賞では芝1800mの新馬戦を2分1秒6で勝ったメジロブライトに騎乗し、新馬と同様に再びスタートで出遅れて最後方を追走して追い込んだが、スプリングダイアナだけ交わせず2着に終わる。賀一のメジロブライトへの騎乗はこれが唯一であったが、新馬戦よりも10.1秒速い1分51秒5で走破していた。1998年から2000年には3年連続20勝台を記録し、1998年2月8日の東京第9競走うぐいす賞・フィールドフラワーで通算100勝を達成。1999年にはケイワンバイキングでダービー卿チャレンジトロフィーを逃げ切り、続く京王杯スプリングカップではグラスワンダー・エアジハードに次ぐ3着と健闘。10月10日の福島第11競走みちのくステークス（1600万下）ではトロットスターをオープン入りに導き、2000年は4月23日の福島第11競走やまびこステークスでダイタクヤマトの逃げ切り許すもメジロダーリングに2馬身差付ける2着、安田記念では18頭中18番人気ながら5着と健闘、11月19日の東京第11競走オーロカップで1年ぶりの勝利を挙げる。
2001年からはフリーとなり、2002年にはヤマニンリスペクトで函館記念を制すが、父の富雄がメジロムサシ（1971年）・ツキサムホマレ（1974年, 1975年）、弟の典弘がブライトサンディー（1996年）・クラフトワーク（2004年）・キングトップガン（2011年）で最多タイ3勝を挙げている。後には甥の和生も2021年にトーセンスーリヤでこのレースを制しており、ファミリーで通算8勝している。
2003年3月8日の中京第5競走4歳以上500万下・ジャパンプラウドで200勝を達成するが、2004年と2005年は共に2勝に終わり、2005年5月8日の東京第4競走3歳未勝利を奥平の管理馬アイラブマキシマムで逃げ切ったのが最後の勝利となった。8月20日の札幌第2競走3歳未勝利ではニットウビビアンで2着に入るが、勝ったのが典弘のナンヨーワルツで最後の兄弟ワンツーとなった。10月23日の福島第1競走3歳未勝利・シルクコレクション（9頭中6着）を最後に騎乗が無くなり、11月4日付で萱野浩二厩舎所属となるが、同30日付で現役を引退。
引退後は萱野厩舎の調教助手（2005年 - 2010年）を経て、2010年10月1日付けで競馬学校の教官に就任し、菅原明良を高木登厩舎に紹介している。

## 生涯成績
|            | 日付          | 競馬場・開催  | 競走名              | 馬名               | 頭数 | 人気 | 着順 |
| ---------- | ------------- | ------------- | ------------------- | ------------------ | ---- | ---- | ---- |
| 初騎乗     | 1992年3月1日  | 2回中山2日2R  | 4歳未勝利           | モーニングシャワー | 11頭 | 6    | 6着  |
| 初勝利     | 1992年3月1日  | 2回中山2日4R  | 4歳新馬             | メジロダイセン     | 15頭 | 1    | 1着  |
| 重賞初騎乗 | 1993年1月5日  | 1回中山1日11R | 金杯（東）          | ダイカツジョンヌ   | 13頭 | 13   | 13着 |
| 重賞初勝利 | 1993年9月26日 | 2回函館8日10R | 函館3歳ステークス   | マリーゴッド       | 9頭  | 4    | 1着  |
| GI初騎乗   | 1996年12月8日 | 6回中山4日11R | 朝日杯3歳ステークス | セイリューオー     | 16頭 | 4    | 13着 |

| 通算成績 | 1着 | 2着 | 3着 | 4着以下 | 騎乗回数 | 勝率 | 連対率 |
| -------- | --- | --- | --- | ------- | -------- | ---- | ------ |
| 平地     | 211 | 274 | 229 | 2632    | 3446     | .063 | .145   |

### 主な騎乗馬
- マリーゴッド（1993年函館3歳ステークス）
- セイリューオー（1996年札幌3歳ステークス）
- ケイワンバイキング（1999年ダービー卿チャレンジトロフィー）
- ヤマニンリスペクト（2002年函館記念）

その他
- メジロブライト
- トロットスター
- メイショウカイドウ
- サイドワインダー